# Sénat Wowereit I
Le sénat Wowereit I est le gouvernement régional (Landesregierung) de la ville-Land de Berlin du 16 juin 2001 au 17 janvier 2002, pendant la quatorzième législature de la Abgeordnetenhaus. Dirigé par le maire-gouverneur social-démocrate Klaus Wowereit, il était soutenu par une coalition rouge-verte entre le Parti social-démocrate d'Allemagne (SPD) et l'Alliance 90 / Les Verts. Il s'agit d'un gouvernement minoritaire toléré par le Parti du socialisme démocratique (PDS).
Il est formé le jour même de l'adoption d'une motion de censure contre Eberhard Diepgen, au pouvoir depuis 1984, excepté entre 1989 et 1991, qui gouvernait avec le soutien d'une grande coalition CDU/SPD, dont les sociaux-démocrates venaient de se retirer en raison d'un scandale bancaire. Il succède au sénat Diepgen V. Il est remplacé par le sénat Wowereit II après les élections législatives de 2001 à Berlin.

## Composition
| Portefeuille                                                    | Titulaire | Titulaire                    | Parti |
| --------------------------------------------------------------- | --------- | ---------------------------- | ----- |
| Maire-gouverneur                                                |           | Klaus Wowereit               | SPD   |
| Bourgmestre Sénateur à la Justice                               |           | Wolfgang Wieland             | Verts |
| Bourgmestre Sénateur à l'Éducation, à la Jeunesse et aux Sports |           | Klaus Böger                  | SPD   |
| Sénatrice à l'Économie et à la Technologie                      |           | Juliane Freifrau von Friesen | Verts |
| Sénatrice à la Science, à la Recherche et à la Culture          |           | Adrienne Goehler             | Verts |
| Sénatrice à la Santé, aux Affaires sociales et au Travail       |           | Gabriele Schöttler           | SPD   |
| Sénateur à l'Intérieur                                          |           | Ehrhart Körting              | SPD   |
| Sénateur aux Finances                                           |           | Christiane Krajewski         | SPD   |
| Sénateur au Développement urbain                                |           | Peter Strieder               | SPD   |